# Бургоські закони
Бургоські закони (ісп. Leyes de Burgos ) — перші закони Іспанської монархії для Нового Світу, з метою врегулювання іспанської колонізації Америки, а також гуманізації ставлень між колонізуючими іспанцями та місцевими індіанцями, підписані 27 грудня 1512 року королем Фернандо II у місті Бургос. Закони були результатом роботи першої хунти теологів і юристів, де було ухвалене, що король Іспанії має справедливе право на володарювання Американським континентом і що індіанці юридично — вільні люди з всіма правами власності, котрі не можуть бути експлуатованими, але як піддані короля повинні працювати на благо корони, для чого були створені два індіанських інститути: рек'еріменто (исп.) і енком'єнда.
Щоб покрити свої видатки на захоплення, а також залучити найманців, Кортес та інші конкістадори запровадили систему енком'єнда (аналог оброку) у захоплених іспанцями регіонах Мексики та інших латиноамериканських областях. Почалося фактичне поневолення індіанців. Бургоські закони, по назві міста, в якому вони були підписані, були задумані з ціллю скоротити свавілля прибуваючих у Америку ідальго над индіанцями з допомогою введення системи бюрократичного контролю над масштабами експлуатації индіанців.
Реальне здійснення королівських законів було досить скрутно через велику відстань регіонів від метрополії, відсутності розвиненої системи міст, недостатку чиновників на місцях, стихійної еміграції ідальго, котрі в таких віддалених регіонах практично не відчували влади короля. Закони выражалися в першу чергу у обмеженні розміру данини, яка стягувалася з підкорених індіанців. Між 1536 і 1549 роками король змінив енком'єнду на трудову повинність (панщина). Тим не менш, негласна енком'єнда продовжувала існувати в окремих латиноамериканських країнах до початку ХХ століття.

## Дивись також
- Колонізація
- Іспанська Імперія